# Didier Lavergne
Didier Lavergne ist ein Maskenbildner.

## Leben
Lavergne begann seine Karriere im Filmstab 1969 als Assistenzmaskenbildner bei Je, tu, elles … des ungarischen Regisseurs Peter Foldes. 1976 begann mit Der Mieter  eine langjährige Zusammenarbeit mit Roman Polański. Bis 2013 wirkte Lavergne an insgesamt zehn Filmen Polańskis mit, darunter Tess, Frantic, Bitter Moon und Der Pianist. Eine weitere Verbindung besteht zum Schauspieler Christopher Lambert, für dessen Makeup Lavergne zwischen 1988 und 2004 in 13 Filmen zuständig war. 2008 wurde er für Olivier Dahan Filmbiografie La vie en rose zusammen mit Jan Archibald mit dem Oscar in der Kategorie Bestes Make-up und beste Frisuren ausgezeichnet. Beide gewannen zudem im selben Jahr den BAFTA Film Award in der Kategorie Beste Maske.

## Filmografie (Auswahl)
- 1975: Adieu, Bulle (Adieu poulet)
- 1976: Der Mieter (Le locataire)
- 1975: Die Unschuldigen mit den schmutzigen Händen (Les innocents aux mains sales)
- 1976: Die Frau am Fenster
- 1979: Tess
- 1982: Die verrücktesten 90 Minuten vor Christi Geburt (Deux heures moins le quart avant Jésus-Christ)
- 1983: Ticket ins Chaos (Banzaï)
- 1988: Frantic
- 1992: Bitter Moon
- 1994: Der Tod und das Mädchen (Death and the Maiden)
- 1996: Auch Männer mögen’s heiß! (Pédale douce)
- 1999: Beowulf
- 2001: Pakt der Wölfe (Le Pacte des Loups)
- 2002: Der Pianist (The Pianist)
- 2004: Im Spiegel des Bösen (À ton image)
- 2005: Oliver Twist
- 2007: La vie en rose (La Môme)
- 2010: Der Ghostwriter (The Ghost Writer)
- 2011: Der Gott des Gemetzels (Carnage)
- 2013: Venus im Pelz (La Vénus à la fourrure)
- 2017: Nach einer wahren Geschichte (D’après une histoire vraie)

## Auszeichnungen (Auswahl)
- 2008: Oscar in der Kategorie Bestes Make-up und beste Frisuren für La vie en rose
- 2008: BAFTA Film Award in der Kategorie Beste Maske für La vie en rose